# Wates (Gading Rejo)
Wates is een bestuurslaag in het regentschap Pringsewu van de provincie Lampung, Indonesië. Wates telt 5865 inwoners (volkstelling 2010).